# تل الأساور

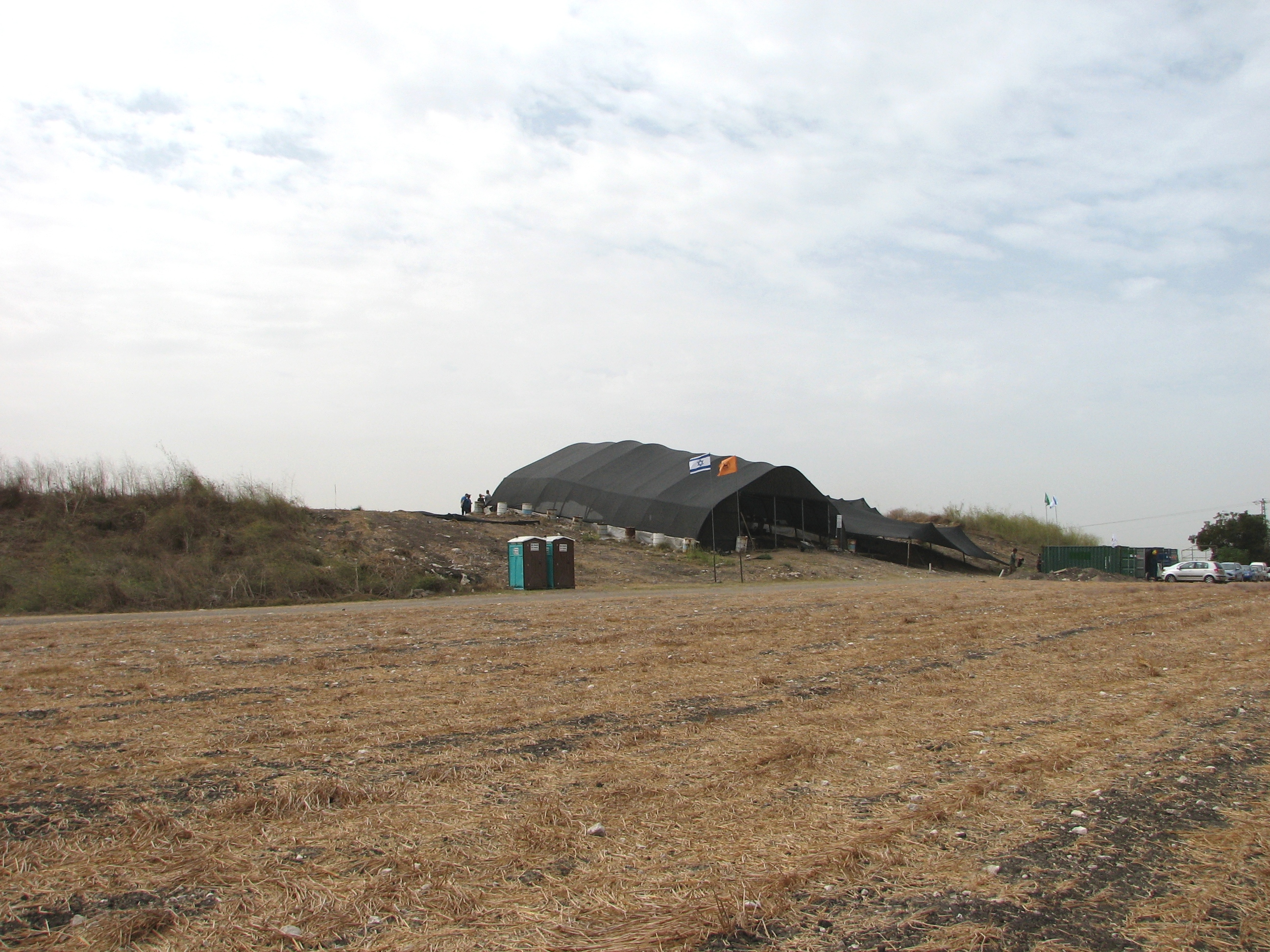
تل الأساور

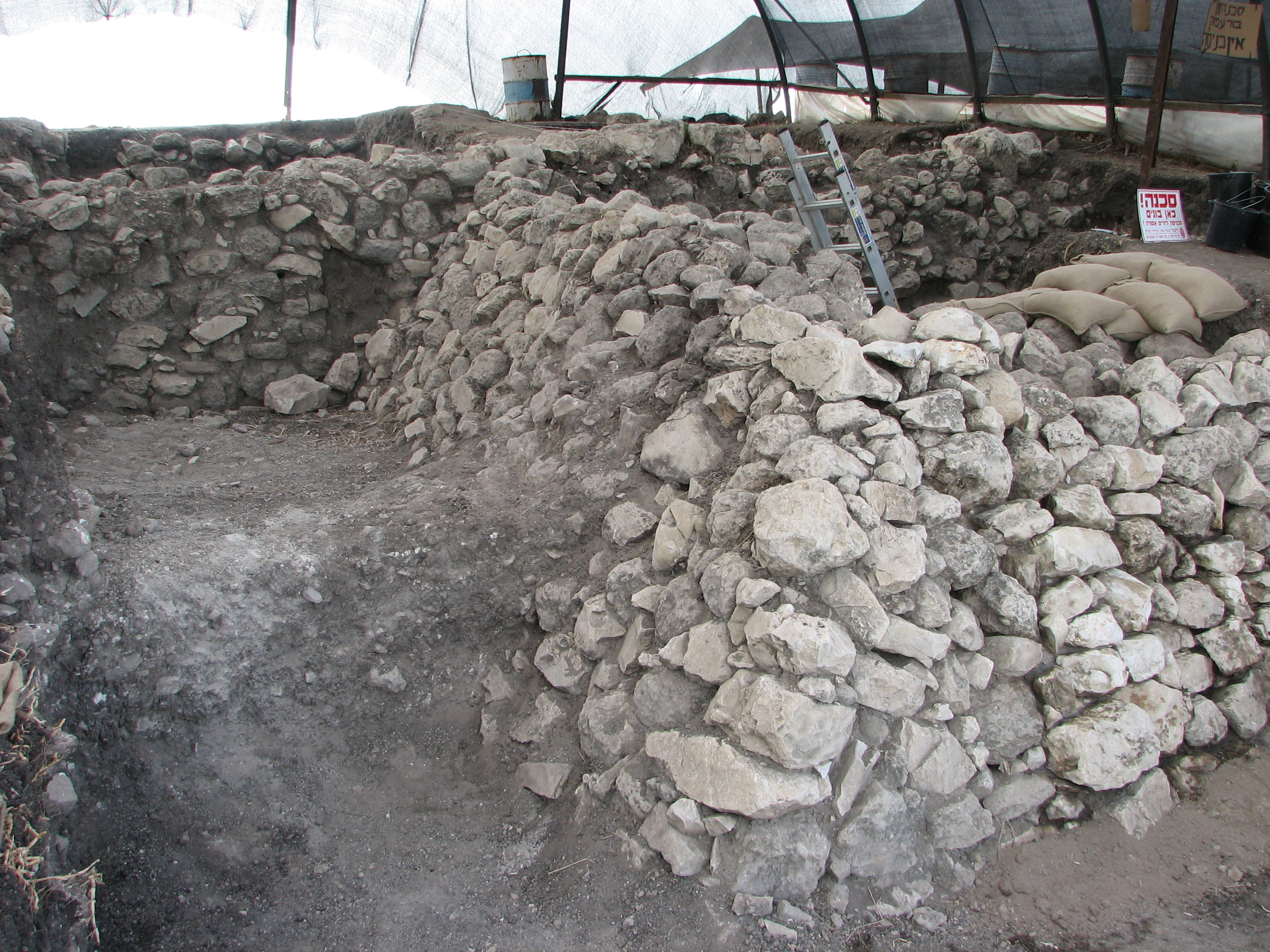
آثارت من العصر البرونزي الأوسط في الحفريات 2003-2001

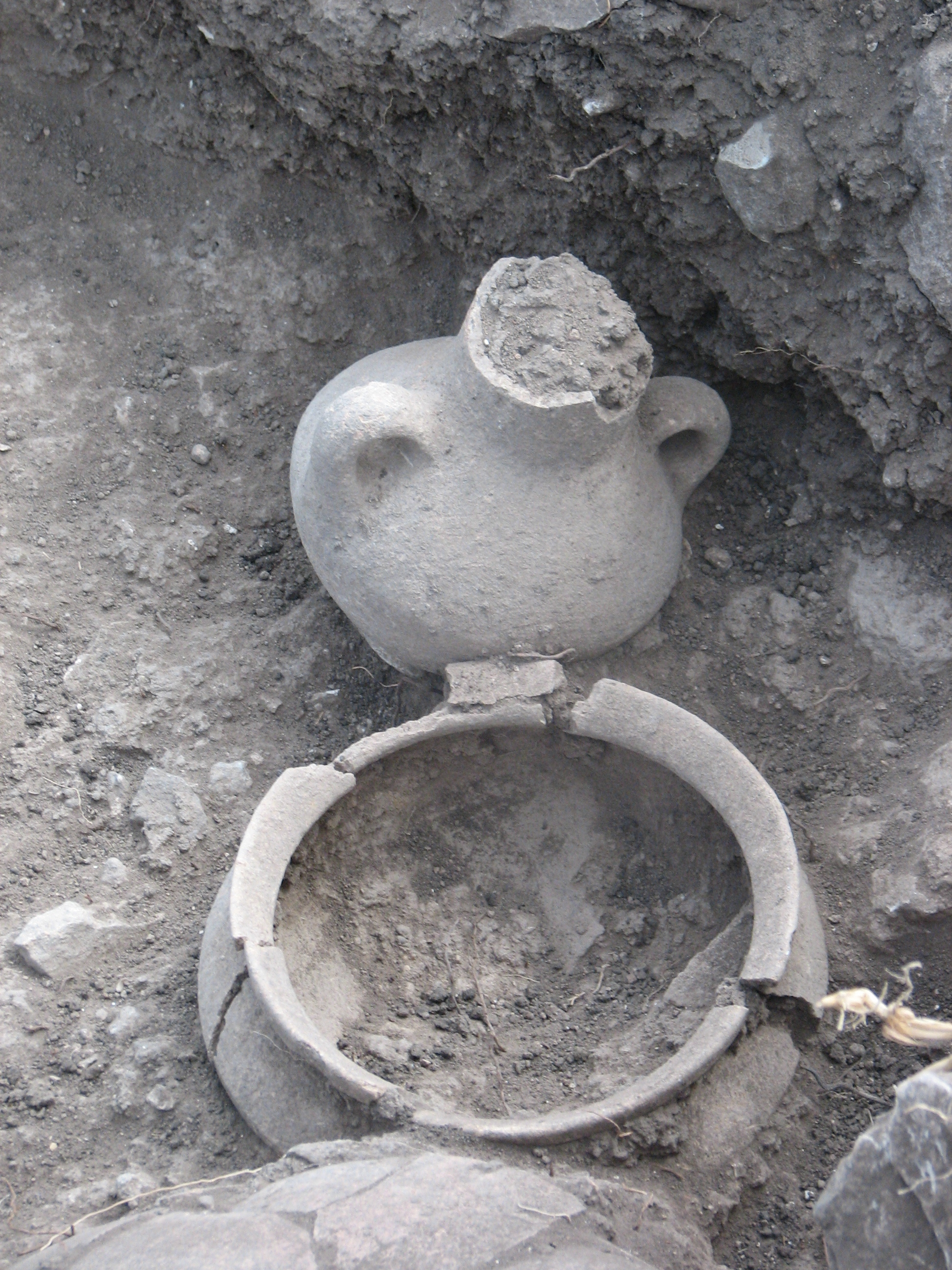
جرة وأدوات طهي من القرن الثالث عشر قبل الميلاد من أواخر العصر البرونزي، اكتشفت في الحفريات 2010

تل الأساور (بالعبرية: תל אסור) هو موقع أثري في وادي عارة بالقرب من وادي عارة وتبعد عنها ميل واحد، بالقرب من طريق البحر، بالقرب من قرية كفر قرع وبرطعة وأم القطف على بعد حوالي 10 كم شمال الخضيرة. تقع على 40 فدان وترتفع إلى 11-7 مترًا فوق مستوى سطح البحر. كانت تقوم على الموقع مدينة كنعانيّة قديمة (يحام).

## تاريخ
كانت تقوم على الموقع مدينة كنعانيّة تعود إلى ما قبل 5000 عام، وامتازت بكثافة سكانيّة عاليّة مقارنة بالمدن الكنعانيّة القديمة، كان يسكنها ما يفوق 6000 نسمة، وهي مدينة كنعانيّة كانت تقوم على 30 دونمًا من الأرض مع تخطيط متقّن وهي من بين أقدم وأكبر المدن في بلاد الشام. 

## التنقيب
تم التنقيب لأول مرة في الفترة من عام 2003 إلى عام 2001 بواسطة فريق الحفر برئاسة البروفيسور آدم زرطال من قسم الآثار في جامعة حيفا، كجزء من مسح أجري لاكتشاف آثار «السكّان الشماليون» للبلاد. في موقع قريب، في الأحواط، الواقعة في منطقة المنسي 10 أميال شرق قيسارية بالقرب من كفرقرع في جبال الروحة، تم الكشف عن المدينة تاريخية خلال حفريات أجريت لاكتشاف «السكّان الشماليون» الشمال الذين أتوا مع الفلسطينيين والقبائل الأخرى. 
كان الغرض من المسح هو فحص حدود المدن الساحلية لسكان ساحل البحر الشماليون. مع بدء الحفريات في عام 2001 كشف عن وجود سور المدينة، الذي أثار اعجاب الباحثين يعود لفترة سيدنا إبراهيم (1750-2000 ق.م). وخلال الحفريات عام 2002، أصبح من الواضح أن ارتفاع جدار 3.5 متر والأرضيات مرصوفة بطريقة جيّدة، ربما كانت في الأساس بمثابة الشارع أو بنية تحتية لشوارع لأو ما شابه.
اكتشف في الموقع نظام التحصين، مبني من الحجر مع العلم بأن جميع أنظمة التحصين التي تعود لهذه الفترة والواقعة في منطقة السهل الساحلي جميعها مبنية من الطوب، وفقط حصون تل الأساور مبنية من الحجر. أنظمة التحصين المبنية من الحجر معروفة فقط في شمال سوريا والأناضول.
عثر خلال الحفريات جدار بنايات خاصة وأواني فخارية عديدة، وعُثر على خاتم اسطواني الشكل على الطراز السوري عليه صورة شخص جالس على عرش ويصلون حوله، وإلى جانبهم حيوان.
خلال الحفريات عثر على آثارات تعود إلى العصر البرونزي الأوسط. في عام 2010، بدأ التنقيب عن تل الأساور كجزء من مشروع جديد بقيادة الدكتور شاي بار من جامعة حيفا والتنقيب مستمر كجزء من هذا المشروع. خلال الحفريات تم العثور على آثارات تعود إلى العصور الوسطى البرونزية، البرونزية المتأخرة، الحديد والهلنستية خلال عمليات إعادة التنقيب.
اكتشفت أدلة البراعم الحضرية في طبقات الحفريات تعود إلى العصر البرونزي المبكر 1B على التل. 

## الحفريات الأثرية

### ما بين السنوات 2003-2001
- المنطقة ب - تم العثور على المنطقة الزلقة من العصر البرونزي الأوسط التي يزيد ارتفاعها عن مترين وتعرضت بطول 10 أمتار.
- المنطقة ب1 - تم العثور على سيراميك من العصر الحديدي في المنطقة.
- المنطقة ج - تم العثور على المباني الزراعية من الفترة الفارسية في المنطقة

### ما بين السنوات 2013-2010
- المنطقة أ - تقع في الجزء الجنوبي من التل. في الموقع اكتشف أقسام خارجية من الجدران وزريبة حيوانات تعود لفترتين من البناية من العصر الهلنيستي.
- المنطقة ب - تقع في الجزء الشمالي من التل، وقد تم الحفرعلى مساحة كبيرة وفيه آثارات تعود إلى العصر البرونزي الأوسط. من المحتمل أن يكون هذا الموقع هو لمدينة كنعانية كبيرة وتم العثور على بقايا تحصينها: جدار ضخم وبرج مائل.
- المنطقة ب1 - تقع بجوار المنطقة الغربية وغرب المنطقة ب. الآثارات في هذه المنطقة تعود إلى العصر البرونزي المتأخر. لقد وجد مبنى من هذه الفترة كان قد أخلي وعثر بداخله على أواني تشمل الجرار والحجر والأوعية الكبيرة وغيرها. من بين أشياء أخرى، تم العثور على آثارات من عهد الفرعون المصري أمناشيب الثالث (القرن الخامس عشر قبل الميلاد).
- المنطقة د - يوجد مبنى إداري بعرض 15 مترًا. جودة البناء أثارت إعجاب الأركولوجيين حيث يتراوح سمك الجدران من 80 سم في الجدران الداخلية إلى 120 سم في الجدران الخارجية. يتكون المبنى من دورين، ولكل منهما ثلاث غرف. بالإضافة إلى ذلك، اكتشفت منطقة لإعداد الطعام تضم اثنين من الأفران وأواني الطبخ وأحجار الطحن. تاريخ هذه الآثارات يعود إلى القرن الثامن قبل الميلاد.